# گل‌شکاف پولک‌دار
گل‌شکاف پولک‌دار (نام علمی: Diglossa duidae) نام یک گونه از سرده گل‌شکاف است.